# Dżemal Megriszwili
Dżemal Karłowicz Megriszwili (gruz. ჯემალ მეგრელიშვილ; ros. Джемал Карлович Мегрелишвили; ur. 28 lutego 1950) – radziecki, a potem izraelski zapaśnik walczący w stylu klasycznym. Olimpijczyk z Monachium 1972, gdzie zajął piąte miejsce w kategorii do 62 kg.
Zajął siedemnaste miejsce na mistrzostwach świata w 1983 i 1987. Złoty medalista Uniwersjady w 1973. Mistrz ZSRR w 1972 roku.